# Terry Zwigoff
Terry Zwigoff (født 18. maj 1949) er en amerikansk filminstruktør.

## Filmografi
- Louie Bluie (dokumentarfilm om blues-musikeren Howard Armstrong, 1986)
- Crumb (dokumentarfilm om tegneserietegnern R. Crumb, 1994)
- Ghost World (2001)
- Bad Santa (2003)
- Art School Confidential (2006)